# Великий Дорошев
Великий Дорошев (укр. Великий Дорошів) — село в Куликовской поселковой общине Львовского района Львовской области Украины.
Население по переписи 2001 года составляло 857 человек. Занимает площадь 11,31 км². Почтовый индекс — 80363. Телефонный код — 3252.